# Montigena
Montigena es un género monotípico, pertenece a la familia Fabaceae, y consta de la sola especie M. novae-zelandiae, que hasta el año 1998, estuvo incluida en el género Swainsona, de donde se segregó. Este género es endémico de Nueva Zelanda de las pedrizas en las montañas secas del este de la Isla Sur.

## Etimología
El nombre Montigena, significa: "generado en la montaña", refiriéndose al hábitat donde se desarrolla. 
El nombre común en inglés es "scree pea" ("guisante de la pedriza"). 
Sinónimos: Swainsona Salisb.

## Descripción
El Montigena tiene una diferente secuencia ITS de otras legumbres de Nueva Zelanda, pero forma un clado con el género australiano Swainsona (Wagstaff, 1999).
Según el análisis de las secuencias del ITS se estudia formar un clado que incluiría los géneros Carmichaelia, Clianthus, y Montigena de Nueva Zelanda, y el género Swainsona de Australia. 